# Референдум в Латвии (2008, конституционный)
Референдум о придании 10 % избирателей права инициировать референдум о роспуске Сейма Латвии прошёл 2 августа 2008 года. Большинство проголосовавших поддержали предложенные Союзом свободных профсоюзов Латвии поправки к Конституции о придании избирателям права инициировать процедуру роспуска Сейма, однако они не были приняты, поскольку для принятия требовалась поддержка половины имеющих право голоса.